# 9272 Liseleje
A 9272 Liseleje (ideiglenes jelöléssel 1979 KQ) a Naprendszer kisbolygóövében található aszteroida. R. M. West fedezte fel 1979. május 19-én.